# 披针吊石苣苔
披针吊石苣苔（学名：Lysionotus pauciflorus var. lancifolius）为苦苣苔科吊石苣苔属下的一个变种。

## 扩展阅读
- 維基物種上的相關：披针吊石苣苔